# Międzyrzec Podlaski
Międzyrzec Podlaski er en by i Polen, og hovedstad i voivodskabet Lubelskie. Byen ligger ved floden Krzna.
51°59′00″N 22°48′00″Ø / 51.98333°N 22.8°Ø